# Tanglemère
Un tanglemère (de l'anglais tangle, « enchevêtrement ») est un réseau polymère de caoutchouc naturel dans lequel les longs polymères s'enchevêtrent densément par le mouvement thermique. À l'extrémité d'une fissure, de longues chaînes polymères étendent la cristallisation induite par la déformation sur une grande région et augmentent la cristallinité.

## Histoire
En 2025, une équipe de l'école d'ingénierie et de sciences appliquées John A. Paulson de Harvard ont développé une nouvelle matière, appelée tanglemer, dix fois plus résistante aux fissures qu'un caoutchouc naturel classique. Les chercheurs ont modifié le processus traditionnel de vulcanisation pour créer un matériau non seulement plus résistant aux fissures, mais aussi dix fois plus robuste. Dans ce nouveau caoutchouc les entrelacements très nombreux permettent le glissement des polymères qui se comportent plus comme des anneaux que comme des nœuds. Cette configuration permet une redistribution des tensions et réduit le risque de rupture, empêchant ainsi la propagation des fissures,,.